# Begonia lailana
Begonia lailana là một loài thực vật có hoa trong họ Thu hải đường. Loài này được Kiew & Geri mô tả khoa học đầu tiên năm 2003.